# Organisation centrale des camps et activités de jeunesse
L'Organisation des camps et auberges de jeunesse (OCCAJ) est née après la seconde guerre mondiale.
Elle est issue des mouvements d’action catholique qui veulent créer et gérer leur propre association de tourisme populaire.
En 1951, l’OCCAJ modifie son appellation en remplaçant « auberges de jeunesse » par « activités de jeunesse », et devient ainsi l'Organisation centrale des camps et activités de jeunesse.
L’OCCAJ a cessé son activité dans les années 1980.

## Fédération Française du Tourisme Populaire
En 1949, l'OCCAJ donne naissance à la Fédération Française du Tourisme Populaire (FFTP).
La FFTP a contribué à la naissance des premiers Villages Vacances Familles.